# جاسم دلاوری
جاسم دلاوری (١١ شهریور ١٣۶۵ – ١۶ مرداد ١۴٠۴)، بوکسور وزن ۹۱+ کیلوگرم ایرانی بود که مدال نقره جوانان آسیا ۲۰۰۵، مدال برنز بازی‌های آسیایی ۲۰۰۶ دوحه، مدال برنز قهرمانی آسیا ۲۰۰۷ مغولستان و قهرمانی آسیا را کسب کرده‌ است.
وی در تاریخ ١۶ مرداد ١۴٠۴ بر اثر سرطان درگذشت.